# Scania série 4
Scania série 4 je modelová řada nákladních automobilů uvedená automobilkou Scania v roce 1995. Byla následníkem série 3. V nabídce bylo pět motorizací, tři typy kabin a čtyři podvozkové konfigurace. V roce 2004 ji v Evropě nahradila nová řada P/R/T, avšak v Brazílii výroba série 4 pokračovala do roku 2007. Interiér série 4 navrhl italský designér Giorgetto Giugiaro.
V roce 1996 získala série 4 cenu Truck of the Year. Za více než osm let se prodalo celkem kolem 300 000 kusů této modelové řady.

## Motorizace
Modelová řada Scania série 4 byla vybavena naftovými motory o zdvihových objemech 9, 11, 12 až 14 litrů s výkony od 220 do 530 koní. V roce 2000 byl uveden osmiválcový motor o zdvihovém objemu 16 litrů, který nabízel výkon buď 480 nebo 580 koní.

## Varianty

### Pohony
- 4×2
- 6×2 a 6×2/4
- 6×4 a 6×4/4
- 6×6
- 8×4
- 8×6
- 8×8
- 10×4

### Třídy
- L: pro mezinárodní dopravu
- D: pro meziměstskou a lokální distribuci
- C: pro stavebnictví
- G: pro speciální účely

### Kabiny
- P: nízko položená kabina pro účely stavebnictví, meziměstské a lokální distribuce či speciální účely
- R: vysoko položená kabina pro mezinárodní dálkovou dopravu, meziměstskou a lokální distribuci a speciální účely
- T: kapotovaná kabina pro mezinárodní dálkovou dopravu, stavebnictví, meziměstskou a lokální distribuci a speciální účely

#### Typy kabin
- CP14: nízká, denní
- CP19: nízká spací
- CR14: vysoká denní
- CR19: vysoká spací
- CR19T: zvýšená spací (Topline)
- CT14: denní s kapotovanou kabinou
- CT19: spací s kapotovanou kabinou
- CT19T: zvýšená spací s kapotovanou kabinou (Topline bez motorového tunelu)
- dvojkabina se dvěma variantami délky
- prodloužená zvýšená spací kabina "Longline" ve verzi CR a CT

## Galerie

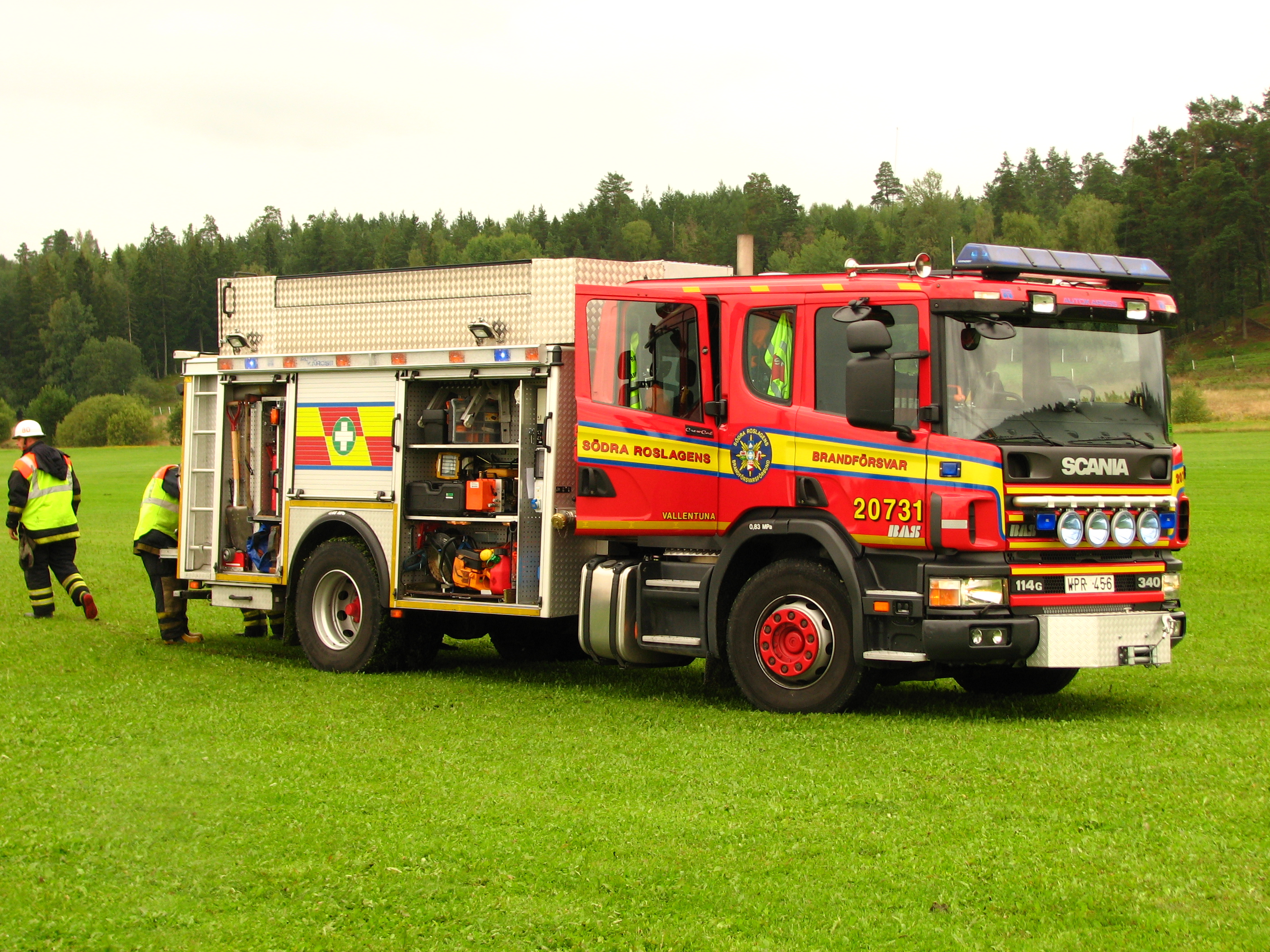
Scania 114G 340 jako hasičský vůz.
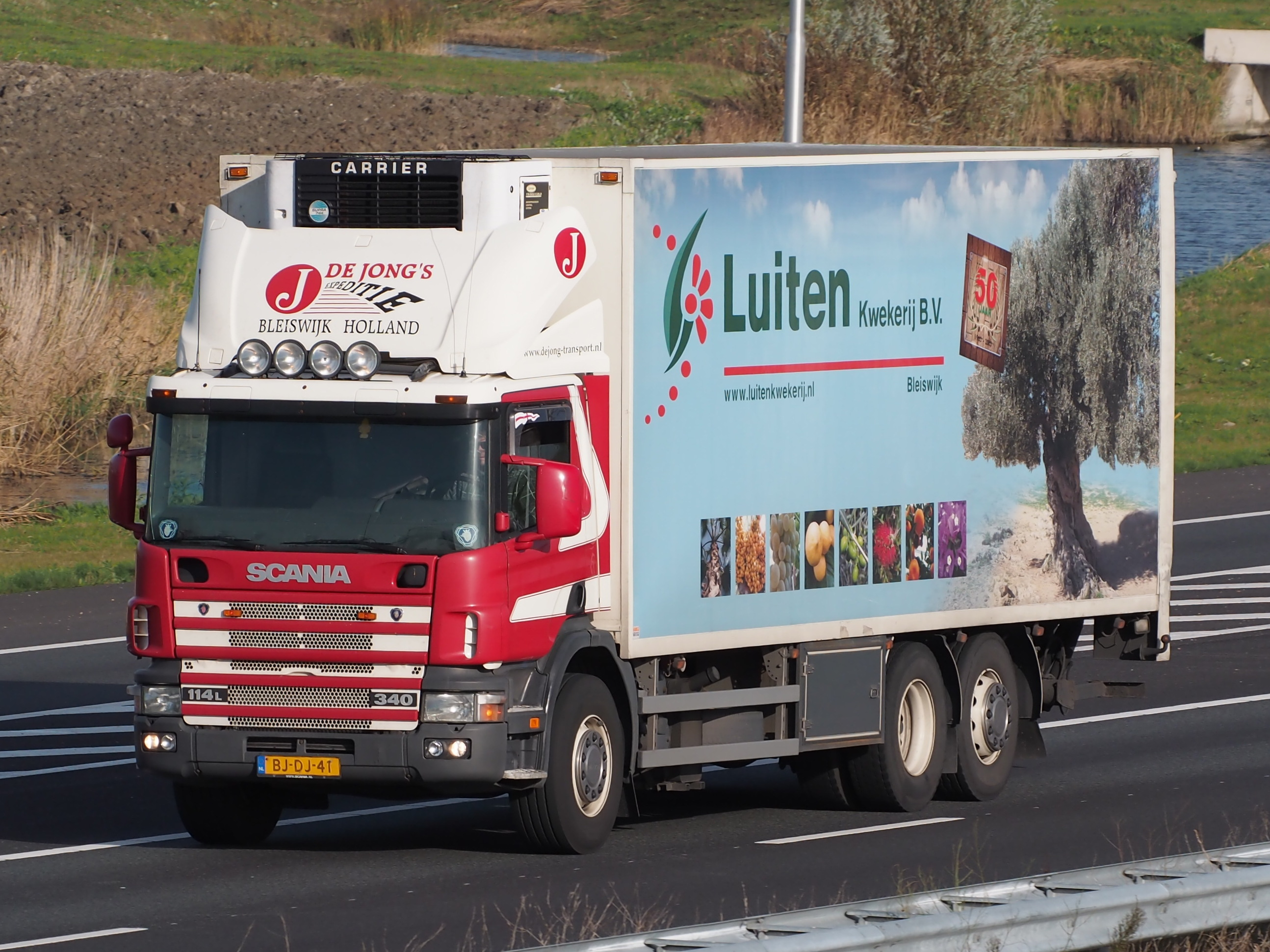
Scania 114L 340 poblíž Hoofddorpu, Nizozemsko.
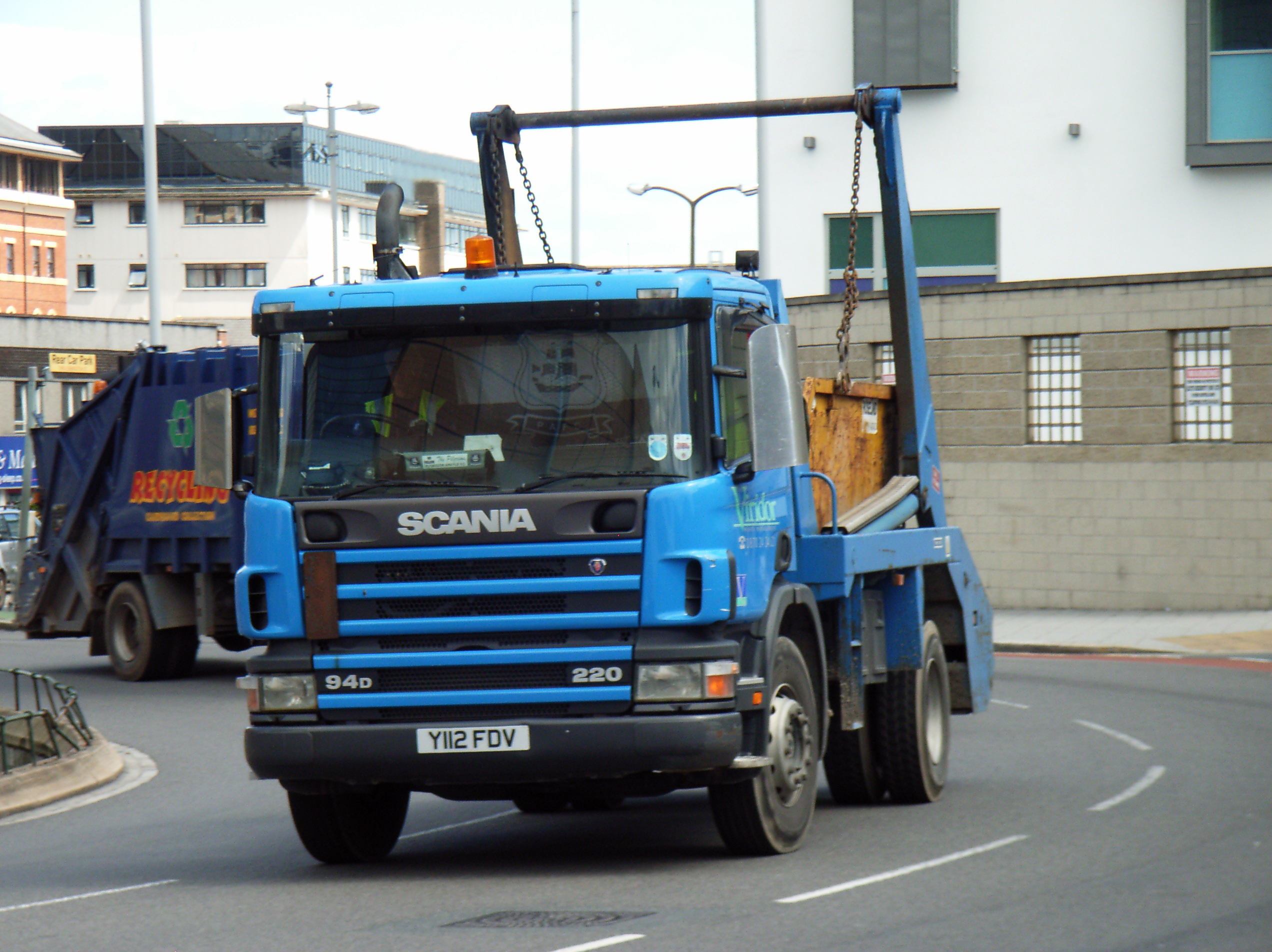
Scania 94D 220 s kontejnerem
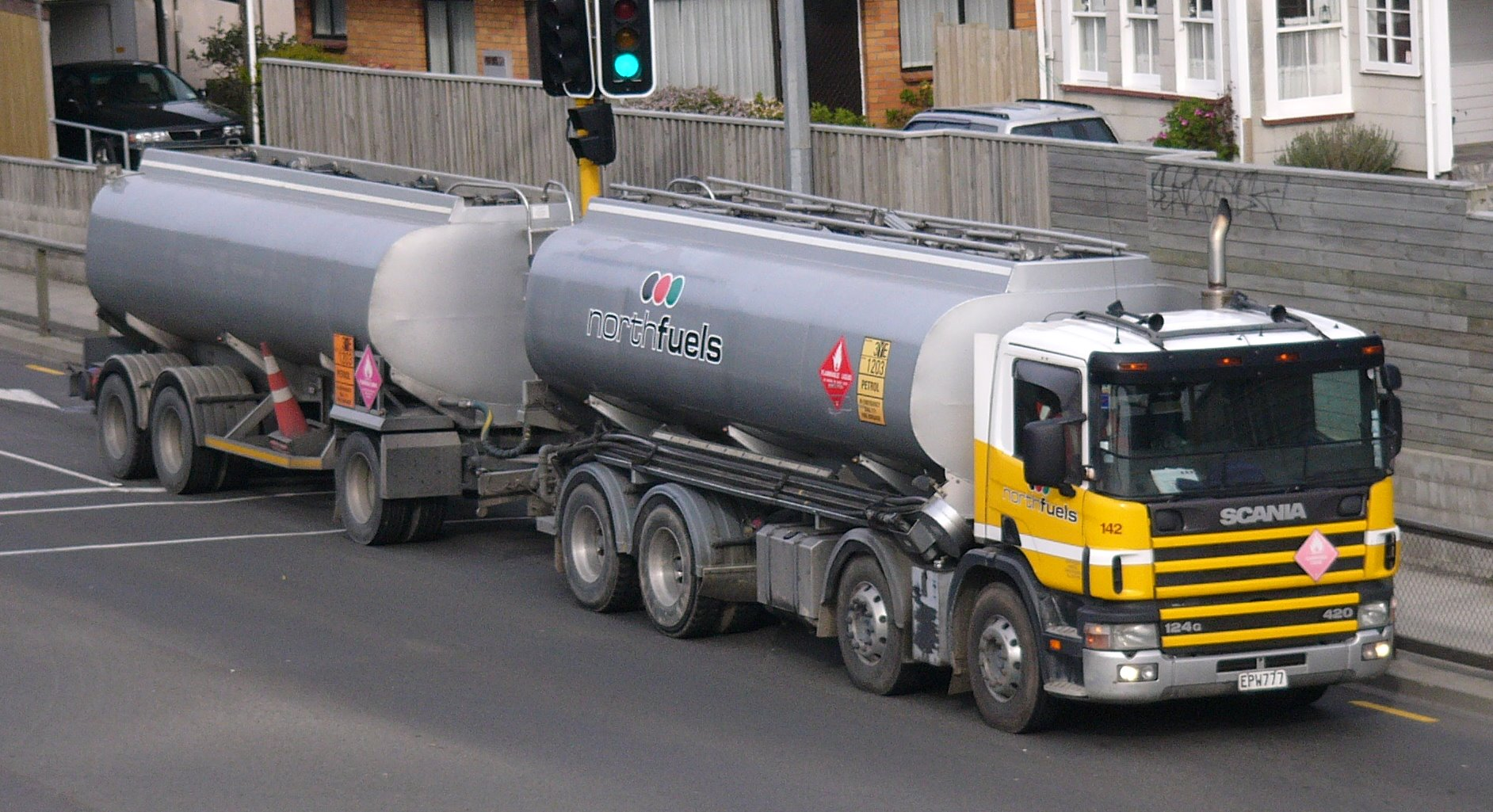
Scania 124G 420 s podvozkem 8×4 na Novém Zélandu.
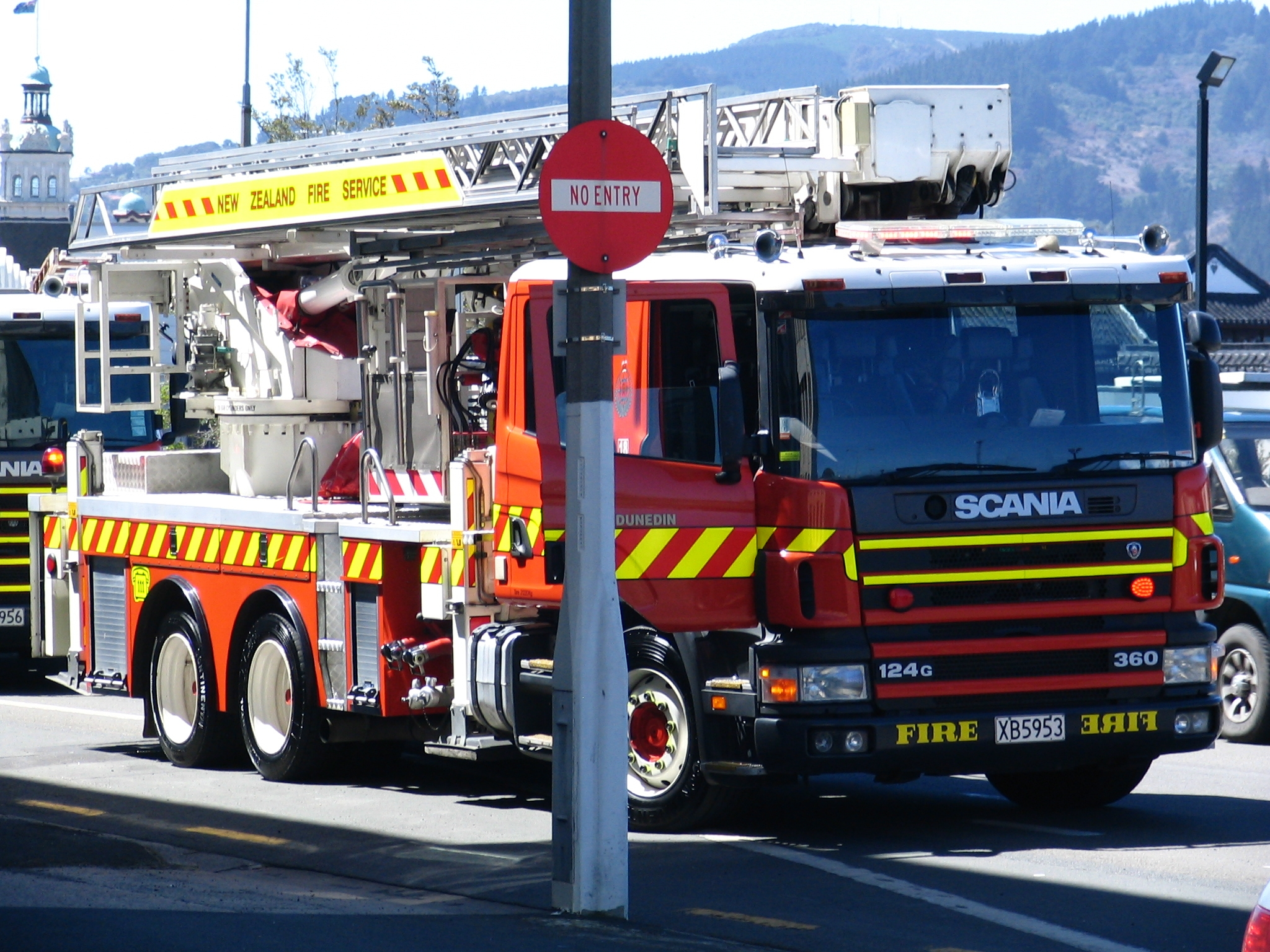
Scania 124G 360 jako žebřík v Dunedinu na Novém Zélandu.
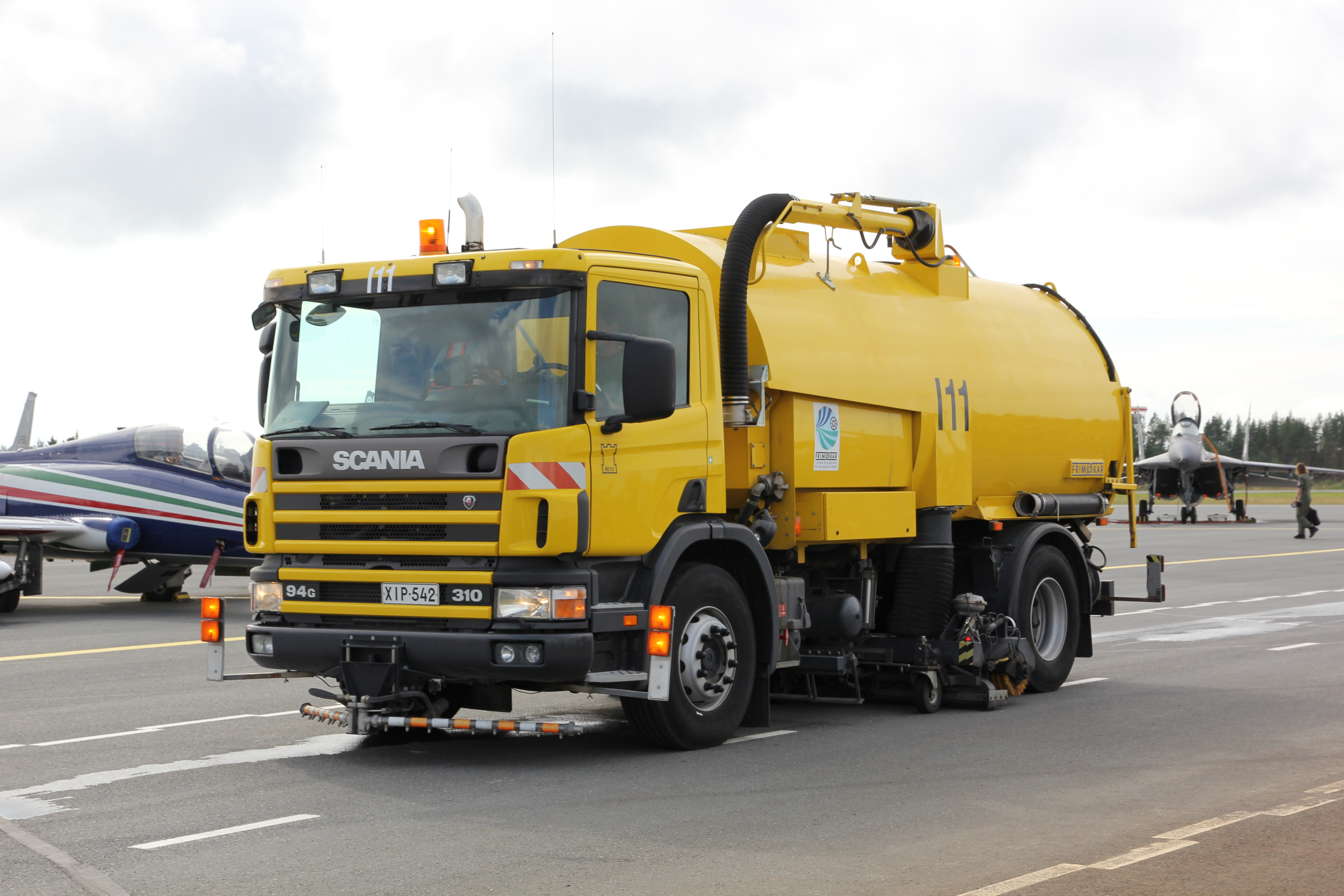
Scania 94G 310 na letišti Oulu.
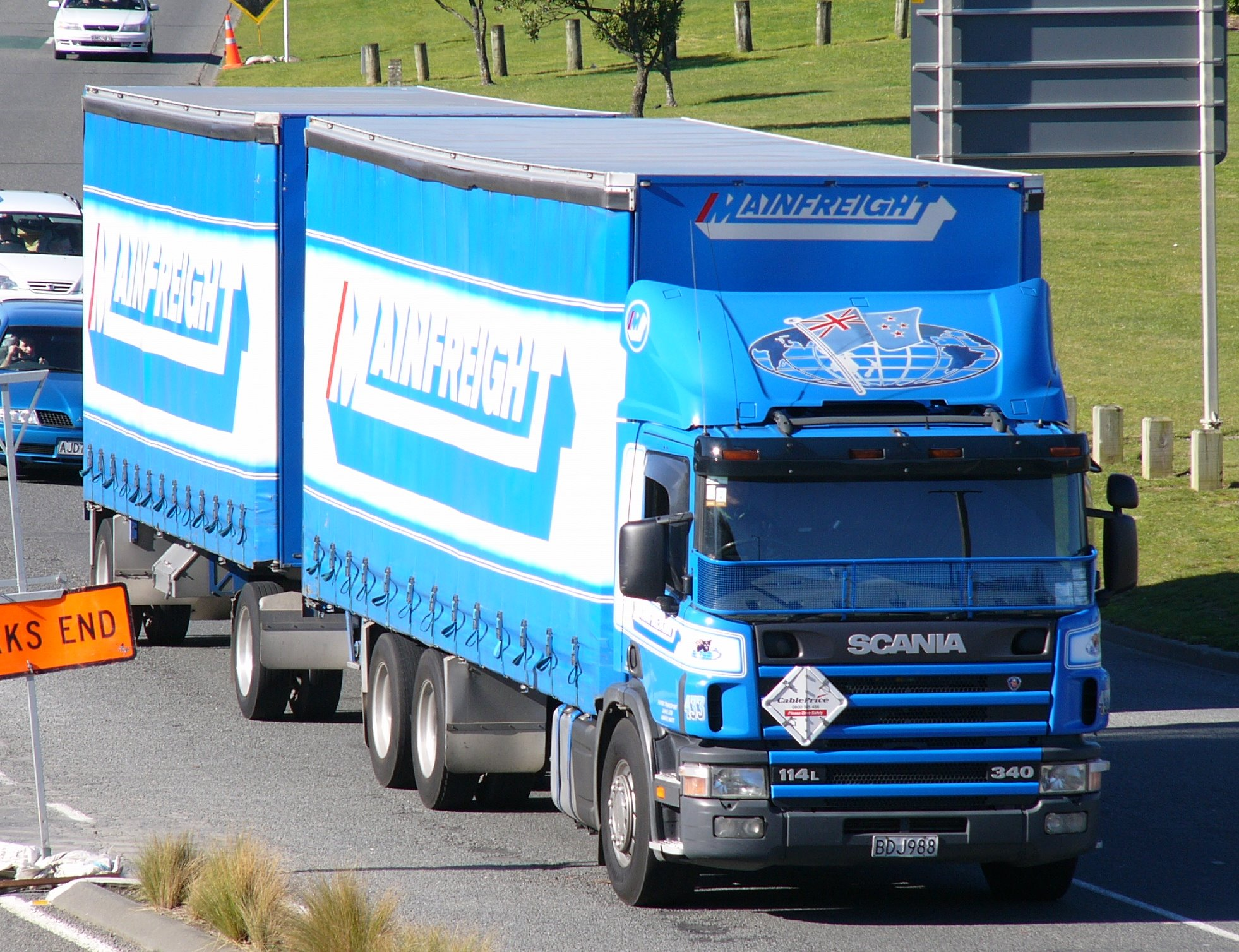
Scania 114L 340
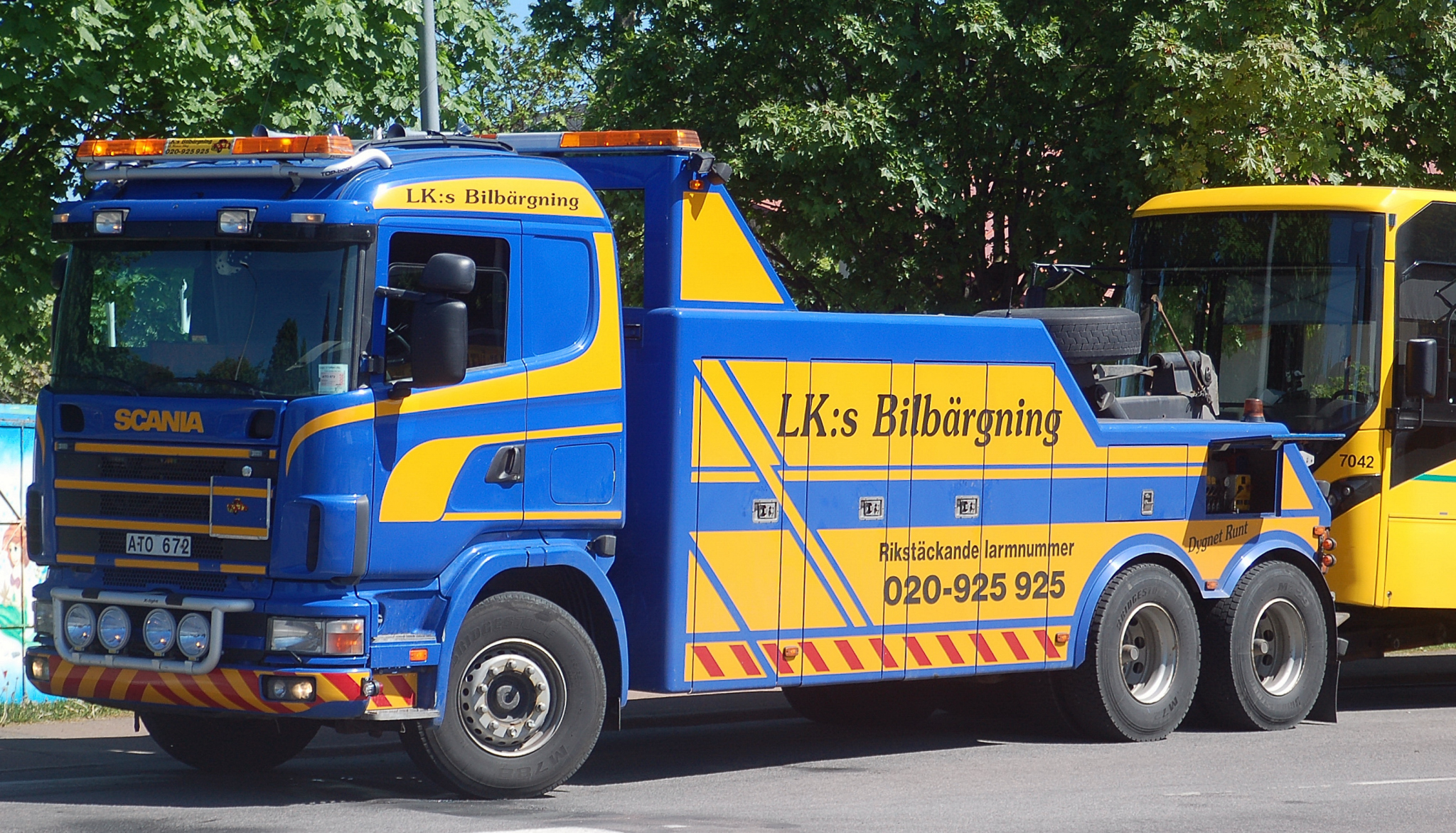
Scania 144R 530 z roku 1996 jako těžký tahač.
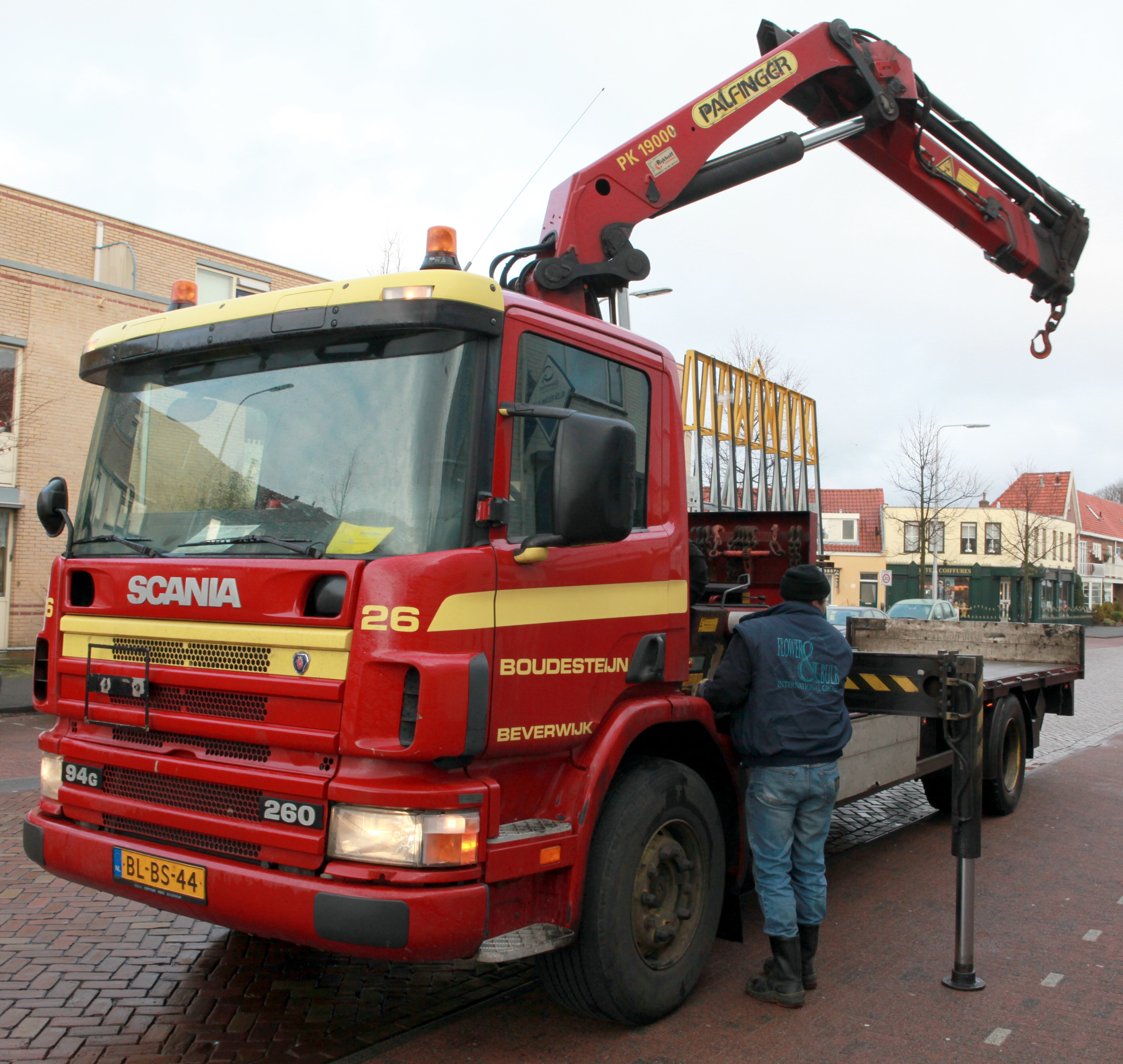
Autojeřáb Scania 94G 260.
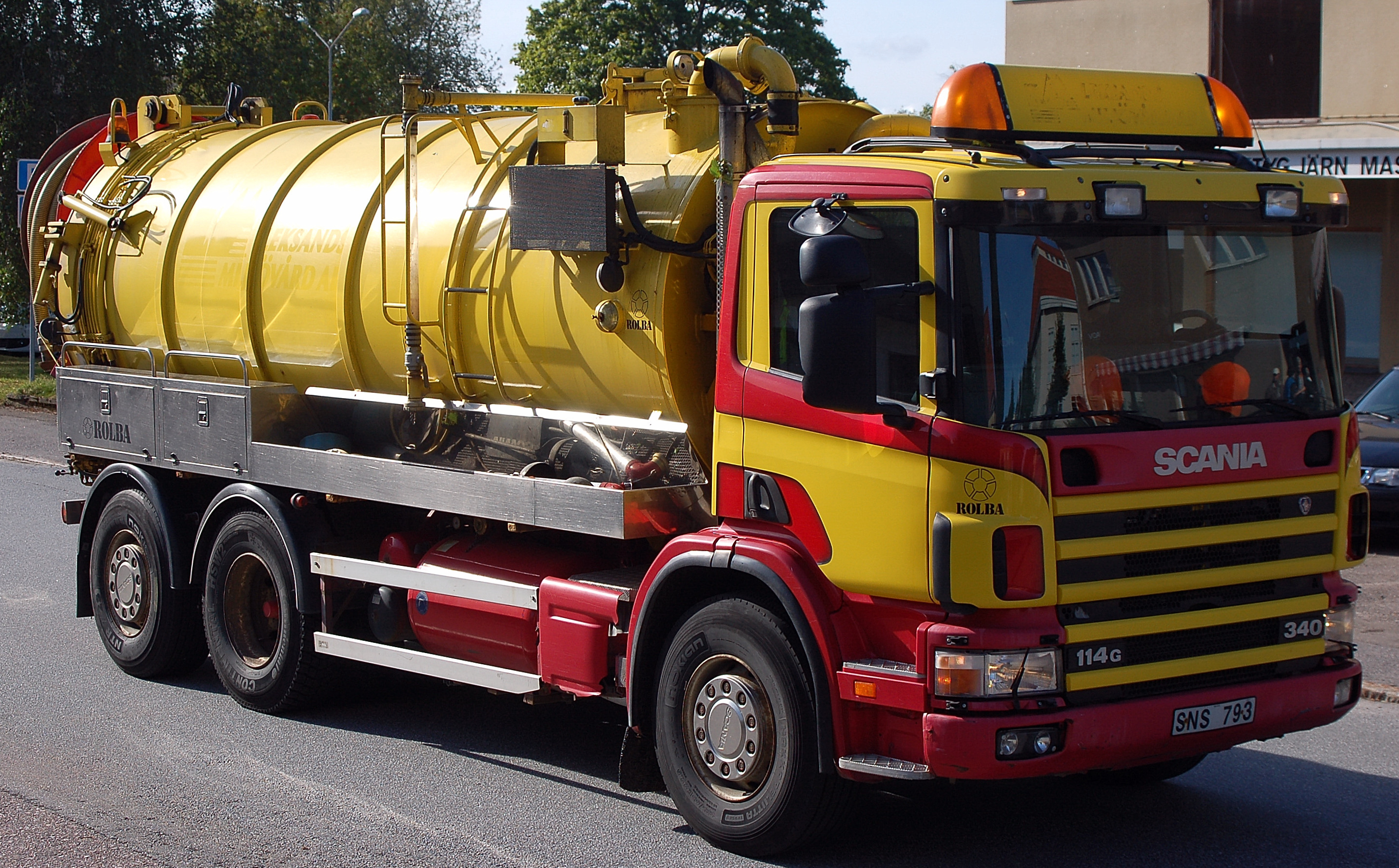
Scania 114G 340 z roku 2002 jako cisterna.
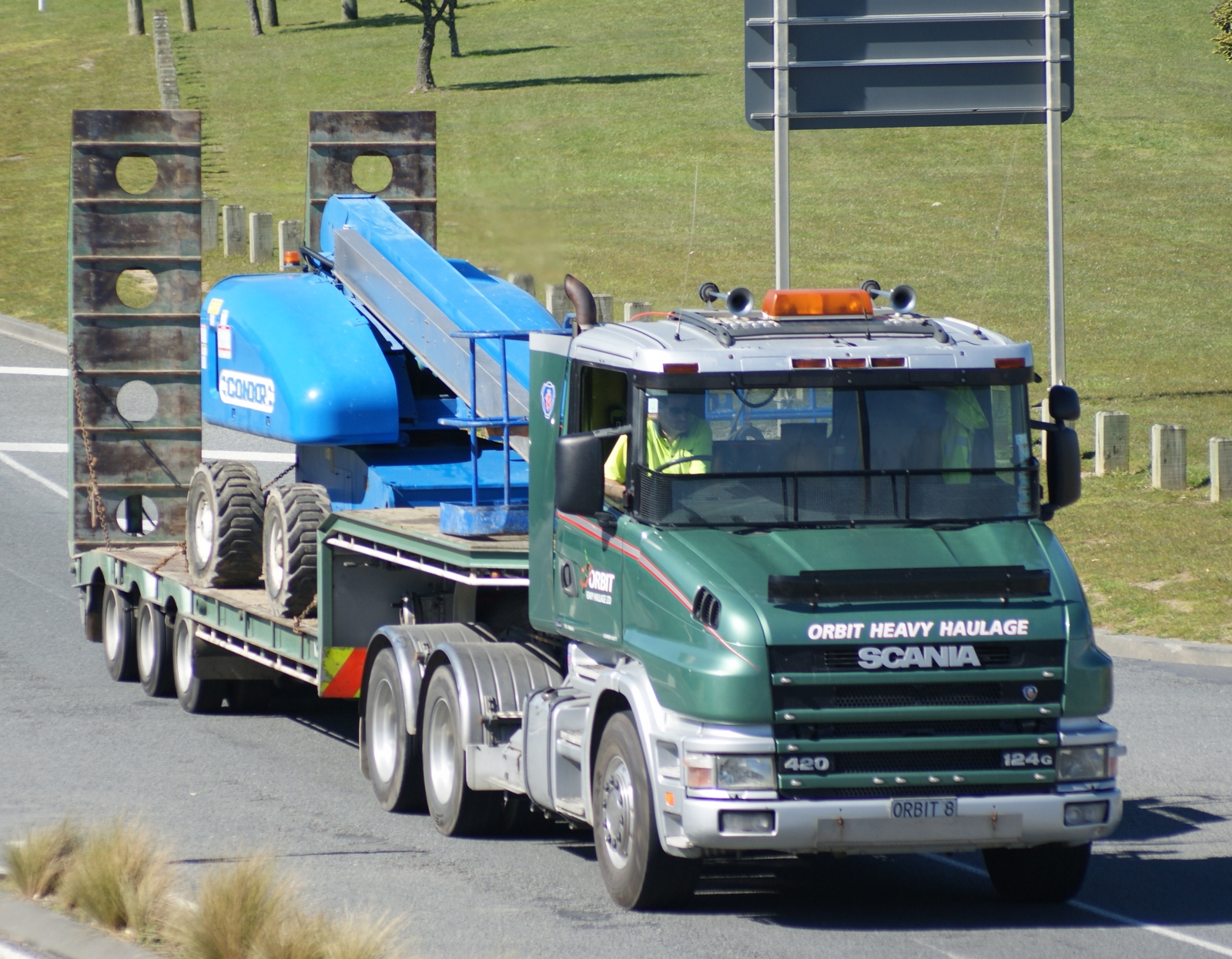
Scania 124G 420
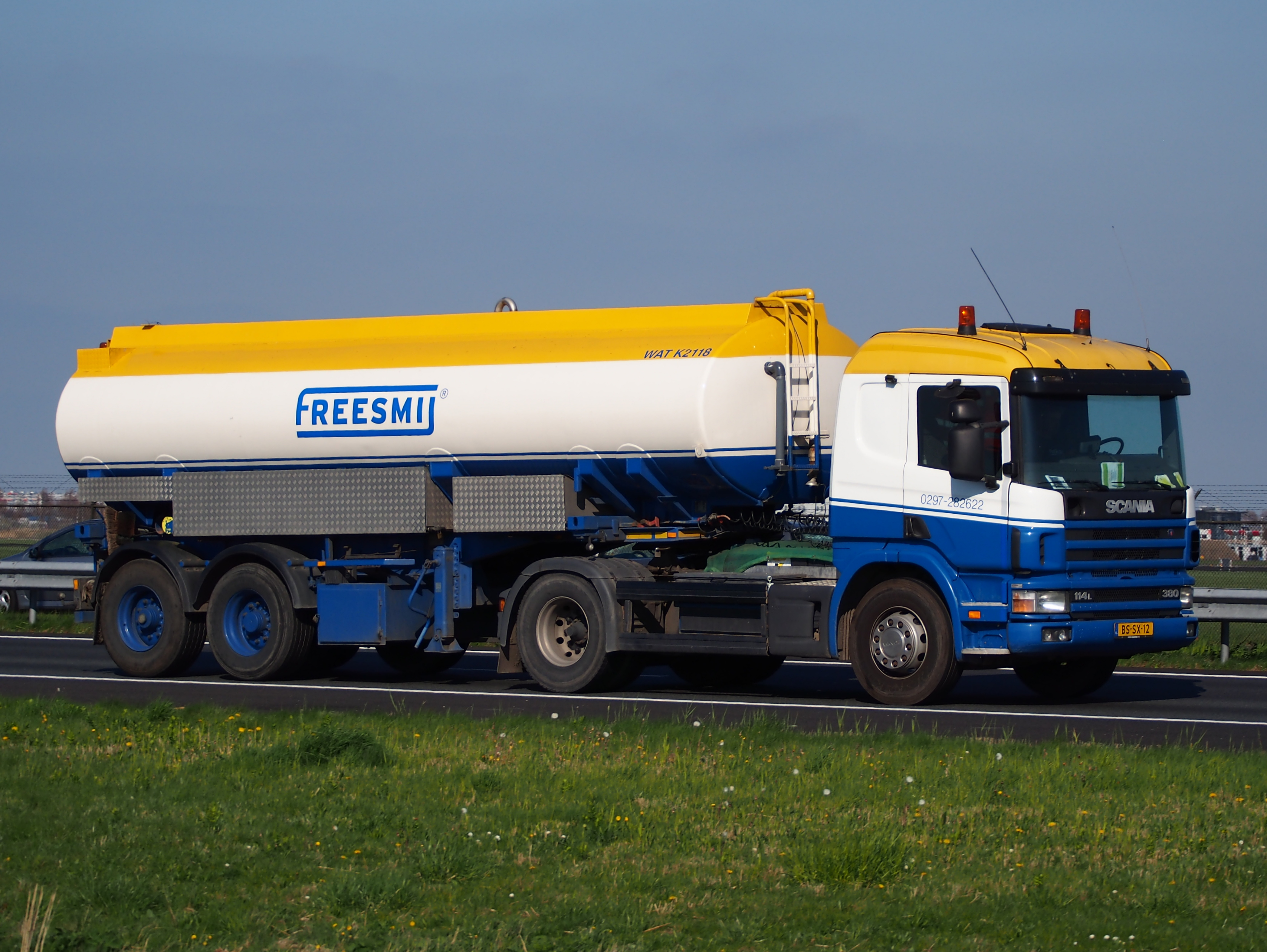
Scania 114L 380 s cisternovým návěsem.